# Torneo Sub-20 de la Concacaf 1978
Esta fue la segunda edición del Torneo Sub-20 de la Concacaf que otorgaba dos plazas para la Copa Mundial de Fútbol Sub-20.

## Participantes
| - Antillas Neerlandesas - Bermudas - Canadá - Costa Rica - República Dominicana | - El Salvador - Estados Unidos - Granada - Haití | - Honduras - México - Puerto Rico - Trinidad y Tobago |

## Primera ronda

### Grupo 1
| Equipo               | Pts. | PJ | PG | PE | PP | GF | GC | Dif |
| -------------------- | ---- | -- | -- | -- | -- | -- | -- | --- |
| Honduras             | 4    | 2  | 2  | 0  | 0  | 7  | 0  | +7  |
| Canadá               | 2    | 2  | 1  | 0  | 1  | 9  | 2  | +7  |
| República Dominicana | 0    | 2  | 0  | 0  | 2  | 0  | 14 | –14 |

| 26 de noviembre de 1978 | Canadá                                                                    | 9:0 (4:0) | República Dominicana | Estadio Nacional, Tegucigalpa       |                                     |
|                         | Segota 3, 16, 34' · Nagy 6, 66' · Gray 52, 67' · Cornolo 56' · McCaig 80' |           |                      | Árbitro(s): Antonio Márquez Ramírez | Árbitro(s): Antonio Márquez Ramírez |

| 30 de noviembre de 1978 | Honduras | 5:0 | República Dominicana | Estadio Nacional, Tegucigalpa |  |

| 3 de diciembre de 1978 | Honduras                | 2:0 (1:0) | Canadá | Estadio Nacional, Tegucigalpa       |                                     |
|                        | Lacayo 22' · Romero 45' |           |        | Árbitro(s): Antonio Márquez Ramírez | Árbitro(s): Antonio Márquez Ramírez |

### Grupo 2
| Equipo            | Pts. | PJ | PG | PE | PP | GF | GC | Dif |
| ----------------- | ---- | -- | -- | -- | -- | -- | -- | --- |
| Estados Unidos    | 4    | 2  | 2  | 0  | 0  | 6  | 0  | +6  |
| Trinidad y Tobago | 2    | 2  | 1  | 0  | 1  | 2  | 5  | –3  |
| Puerto Rico       | 0    | 2  | 0  | 0  | 2  | 1  | 4  | –3  |

| 28 de noviembre de 1978 | Estados Unidos                  | 2:0 (1:0) | Puerto Rico | Estadio Nacional, Tegucigalpa |  |
|                         | Santana 16' (a.g.) · Haynes 48' |           |             |                               |  |

| 1 de diciembre de 1978 | Estados Unidos | 4:0 | Trinidad y Tobago | Estadio Nacional, Tegucigalpa |  |

| 4 de diciembre de 1978 | Trinidad y Tobago | 1:2 | Puerto Rico | Estadio Nacional, Tegucigalpa |  |

### Grupo 3
| Equipo                | Pts. | PJ | PG | PE | PP | GF | GC | Dif |
| --------------------- | ---- | -- | -- | -- | -- | -- | -- | --- |
| México                | 6    | 3  | 3  | 0  | 0  | 14 | 0  | +14 |
| El Salvador           | 4    | 3  | 2  | 0  | 1  | 5  | 2  | +3  |
| Antillas Neerlandesas | 2    | 3  | 1  | 0  | 2  | 3  | 9  | –6  |
| Granada               | 0    | 3  | 0  | 0  | 3  | 2  | 13 | –11 |

| 26 de noviembre de 1978 | México                                                                                | 7:0 (5:0) | Granada | Estadio Francisco Morazán, San Pedro Sula |                                 |
|                         | Mendiburu 11, 21, 37' (pen.) · Padrón 22' · Luna 24' · Mendizábal 54' · Hernández 75' |           |         | Árbitro(s): Antonio Evangelista           | Árbitro(s): Antonio Evangelista |

| 27 de noviembre de 1978 | El Salvador                 | 2:0 (2:0) | Antillas Neerlandesas | Estadio Francisco Morazán, San Pedro Sula |                      |
|                         | Hernández 17' · Aguilar 29' |           |                       | Árbitro(s): Regalado                      | Árbitro(s): Regalado |

| 28 de noviembre de 1978 | Antillas Neerlandesas               | 3:2 (1:1) | Granada                 | Estadio Francisco Morazán, San Pedro Sula |                               |
|                         | Lucas 18' · Schoop 49' · Calmes 50' |           | Redlor 19' · Julien 66' | Árbitro(s): Salvador Vilanova             | Árbitro(s): Salvador Vilanova |

| 30 de noviembre de 1978 | México                     | 2:0 (2:0) | El Salvador | Estadio Francisco Morazán, San Pedro Sula |                               |
|                         | Mendiburu 28' · Padron 31' |           |             | Árbitro(s): Carlos Luis Monge             | Árbitro(s): Carlos Luis Monge |

| 3 de diciembre de 1978 | El Salvador                   | 3:0 (2:0) | Granada | Estadio Francisco Morazán, San Pedro Sula |  |
|                        | Melhado 12, 53' · Aguilar 36' |           |         |                                           |  |

| 3 de diciembre de 1978 | México                                                    | 5:0 (2:0) | Antillas Neerlandesas | Estadio Francisco Morazán, San Pedro Sula |                               |
|                        | Mendiburu 1' · Mendizábal 19' · Padrón 47, 67' · Luna 64' |           |                       | Árbitro(s): José Andino Pinel             | Árbitro(s): José Andino Pinel |

### Grupo 4
| Equipo     | Pts. | PJ | PG | PE | PP | GF | GC | Dif |
| ---------- | ---- | -- | -- | -- | -- | -- | -- | --- |
| Costa Rica | 4    | 2  | 2  | 0  | 0  | 5  | 2  | +3  |
| Haití      | 2    | 2  | 1  | 0  | 1  | 2  | 2  | 0   |
| Bermudas   | 0    | 2  | 0  | 0  | 2  | 3  | 6  | –3  |

| 28 de noviembre de 1978 | Bermudas | 1:2 (1:1) | Haití                     | Estadio Francisco Morazán, San Pedro Sula |                         |
|                         | Bean 10' |           | Pascual 36' · Calixte 67' | Árbitro(s): David Socha                   | Árbitro(s): David Socha |

| 1 de diciembre de 1978 | Costa Rica                                                 | 4:2 (2:2) | Bermudas                    | Estadio Francisco Morazán, San Pedro Sula |                            |
|                        | M. Quesada 10' · Fernández ?' · Valenciano 44' (pen.), 57' |           | Bean 21' (pen.) · White 35' | Árbitro(s): Antonio García                | Árbitro(s): Antonio García |

| 4 de diciembre de 1978 | Costa Rica  | 1:0 (0:0) | Haití | Estadio Francisco Morazán, San Pedro Sula |                         |
|                        | Herrera 65' |           |       | Árbitro(s): David Socha                   | Árbitro(s): David Socha |

## Segunda ronda

### Grupo A
| Equipo            | Pts. | PJ | PG | PE | PP | GF | GC | Dif |
| ----------------- | ---- | -- | -- | -- | -- | -- | -- | --- |
| Honduras          | 6    | 3  | 3  | 0  | 0  | 5  | 0  | +5  |
| Canadá            | 3    | 3  | 1  | 1  | 1  | 3  | 1  | +2  |
| Trinidad y Tobago | 2    | 3  | 1  | 0  | 2  | 3  | 7  | –4  |
| Estados Unidos    | 1    | 3  | 0  | 1  | 2  | 1  | 4  | –3  |

| 7 de diciembre de 1978 | Estados Unidos | 0:0 | Canadá | Estadio Nacional, Tegucigalpa  |  |
|                        |                |     |        | Árbitro(s): Luis Alberto Rojas |  |

| 7 de diciembre de 1978 | Honduras | 3:0 | Trinidad y Tobago | Estadio Nacional, Tegucigalpa |  |

| 10 de diciembre de 1978 | Honduras  | 1:0 (1:0) | Canadá | Estadio Nacional, Tegucigalpa       |                                     |
|                         | Romero 8' |           |        | Árbitro(s): Antonio Márquez Ramírez | Árbitro(s): Antonio Márquez Ramírez |

| 10 de diciembre de 1978 | Estados Unidos | 1:3 (0:1) | Trinidad y Tobago                        | Estadio Nacional, Tegucigalpa |                        |
|                         | Vigliotti 48'  |           | DaSilva 24' · Barrington 68' · Clark 70' | Árbitro(s): José Rogel        | Árbitro(s): José Rogel |

| 12 de diciembre de 1978 | Canadá                                   | 3:0 (1:0) | Trinidad y Tobago | Estadio Nacional, Tegucigalpa    |                                  |
|                         | Segota 18' · Lenarduzzi 56' · Bridge 60' |           |                   | Árbitro(s): Tomás Herrera García | Árbitro(s): Tomás Herrera García |

| 12 de diciembre de 1978 | Honduras | 1:0 (0:0) | Estados Unidos | Estadio Nacional, Tegucigalpa  |                                |
|                         | Cruz 80' |           |                | Árbitro(s): Luis Alberto Rojas | Árbitro(s): Luis Alberto Rojas |

### Grupo B
| Equipo      | Pts. | PJ | PG | PE | PP | GF | GC | Dif |
| ----------- | ---- | -- | -- | -- | -- | -- | -- | --- |
| Costa Rica  | 5    | 3  | 2  | 1  | 0  | 7  | 2  | +5  |
| México      | 4    | 3  | 2  | 0  | 1  | 5  | 4  | +1  |
| El Salvador | 3    | 3  | 1  | 1  | 1  | 6  | 4  | +2  |
| Haití       | 0    | 3  | 0  | 0  | 3  | 0  | 8  | –8  |

| 7 de diciembre de 1978 | Costa Rica | 1:1 (1:0) | El Salvador       | Estadio Francisco Morazán, San Pedro Sula |                                 |
|                        | Hidalgo ?' |           | Salazar ?' (a.g.) | Árbitro(s): Antonio Evangelista           | Árbitro(s): Antonio Evangelista |

| 7 de diciembre de 1978 | México        | 1:0 (0:0) | Haití | Estadio Francisco Morazán, San Pedro Sula |                               |
|                        | Mendiburu 57' |           |       | Árbitro(s): Carlos Luis Monge             | Árbitro(s): Carlos Luis Monge |

| 10 de diciembre de 1978 | México                                         | 3:1 (1:0) | El Salvador   | Estadio Francisco Morazán, San Pedro Sula |                         |
|                         | Mendizábal 32' · Mendiburu 52' · Hernández 66' |           | Hernández 47' | Árbitro(s): David Socha                   | Árbitro(s): David Socha |

| 10 de diciembre de 1978 | Costa Rica                                 | 3:0 (2:0) | Haití | Estadio Francisco Morazán, San Pedro Sula |                           |
|                         | H. Quesada 6' · Solano 26' · Fernández 47' |           |       | Árbitro(s): Rómulo Méndez                 | Árbitro(s): Rómulo Méndez |

| 12 de diciembre de 1978 | El Salvador                                                     | 4:0 (1:0) | Haití | Estadio Francisco Morazán, San Pedro Sula |  |
|                         | Hernández 14' · Martínez 40' · Arévalo 50' · Melhado 63' (pen.) |           |       |                                           |  |

| 12 de diciembre de 1978 | México       | 1:3 (0:1) | Costa Rica                          | Estadio Francisco Morazán, San Pedro Sula |                           |
|                         | Esquivel 55' |           | H. Quesada 29' · Valenciano 46, 58' | Árbitro(s): Rómulo Méndez                 | Árbitro(s): Rómulo Méndez |

## Ronda final
|  | Semifinales                     | Semifinales                  |   |                              | Final                        | Final |  |
|  |                                 |                              |   |                              |                              |       |  |
|  |                                 |                              |   |                              |                              |       |  |
|  | 14 de diciembre, San Pedro Sula |                              |   |                              |                              |       |  |
|  | Costa Rica                      | 0                            |   |                              |                              |       |  |
|  | Canadá                          | 4                            |   |                              |                              |       |  |
|  |                                 |                              |   |                              |                              |       |  |
|  |                                 |                              |   |                              | 17 de diciembre, Tegucigalpa |       |  |
|  |                                 |                              |   |                              | Canadá                       | 0     |  |
|  |                                 | México (pró)                 | 1 |                              |                              |       |  |
|  |                                 |                              |   |                              |                              |       |  |
|  |                                 |                              |   |                              |                              |       |  |
|  |                                 |                              |   |                              | Tercer lugar                 |       |  |
|  | 14 de diciembre, Tegucigalpa    | 14 de diciembre, Tegucigalpa |   | 17 de diciembre, Tegucigalpa | 17 de diciembre, Tegucigalpa |       |  |
|  | Honduras                        | 0                            |   | Honduras (pró)               | 2                            |       |  |
|  | México                          | 2                            |   |                              | Costa Rica                   | 1     |  |

### Semifinales
| 14 de diciembre de 1978 | Costa Rica | 0:4 (0:1) | Canadá                                          | Estadio Francisco Morazán, San Pedro Sula |                           |
|                         |            |           | McCaig 28' · Bridge 52' · Nagy 54' · Segota 61' | Árbitro(s): Rómulo Méndez                 | Árbitro(s): Rómulo Méndez |

| 14 de diciembre de 1978 | Honduras | 0:2 (0:2) | México                    | Estadio Nacional, Tegucigalpa |                         |
|                         |          |           | Mendiburu 19' · Trejo 39' | Árbitro(s): David Socha       | Árbitro(s): David Socha |

### Tercer lugar
| 17 de diciembre de 1978 | Honduras               | 2:1 (1:0; 1:1) | Costa Rica     | Estadio Nacional, Tegucigalpa   |                                 |
|                         | Lacayo 21' · Elvir 86' |                | Valenciano 48' | Árbitro(s): Antonio Evangelista | Árbitro(s): Antonio Evangelista |

### Final
| 17 de diciembre de 1978 | México        | 1:0 (0:0; 0:0) | Canadá | Estadio Nacional, Tegucigalpa |                           |
|                         | Mendiburu 88' |                |        | Árbitro(s): Rómulo Méndez     | Árbitro(s): Rómulo Méndez |

|                           |
| Bandera de México         |
| Campeón México 6.º título |

## Clasificados a laCopa Mundial Juvenil de Japón 1979
| Bandera de México | Bandera de Canadá |
| México            | Canadá            |